# Fleury-la-Vallée
Fleury-la-Vallée là một xã của Pháp,tọa lạc ở tỉnh Yonne trong vùng Bourgogne.

## Hành chính
| Danh sách các thị trưởng               |            |                    |      |         |
| Giai đoạn                              | Giai đoạn  | Tên                | Đảng | Tư cách |
| Juin 2004                              |            | Jean-Claude Lescot |      |         |
| Juin 1995                              | Avril 2004 | Alain Girard       |      |         |
| Mars 1983                              | Juin 1995  | Pierre Masson      |      |         |
| Mai 1896                               | Août 1916  | Nestor Bouquin     |      |         |
| Tất cả các dữ liệu trước đây không rõ. |            |                    |      |         |

## Thông tin nhân khẩu
| Năm | 1962 | 1968 | 1975 | 1982 | 1990 | 1999 | 2008 |
| --- | ---- | ---- | ---- | ---- | ---- | ---- | ---- |
| Dân số | 815  | 749  | 804  | 888  | 942  | 1001 | 1200 |
| From the year 1962 on: No double counting—residents of multiple communes (e.g. students and military personnel) are counted only once. |      |      |      |      |      |      |      |